# Venetjärvi (Gällivare socken, Lappland, 740875-173686)
Venetjärvi är en sjö i Gällivare kommun i Lappland och ingår i Råneälvens huvudavrinningsområde. Sjön har en area på 0,133 kvadratkilometer och ligger 327,7 meter över havet. Venetjärvi ligger i Päivävuoma Natura 2000-område. Sjön avvattnas av vattendraget Siekajoki.

## Delavrinningsområde
Venetjärvi ingår i det delavrinningsområde (740926-173936) som SMHI kallar för Utloppet av Venetjärvi. Medelhöjden är 378 meter över havet och ytan är 15,54 kvadratkilometer. Det finns inga avrinningsområden uppströms utan avrinningsområdet är högsta punkten. Siekajoki som avvattnar avrinningsområdet har biflödesordning 2, vilket innebär att vattnet flödar genom totalt 2 vattendrag innan det når havet efter 163 kilometer. Avrinningsområdet består mestadels av skog (64 procent) och sankmarker (35 procent). Avrinningsområdet har 0,22 kvadratkilometer vattenytor vilket ger det en sjöprocent på 1,4 procent.